# Panteon Národního muzea

Panteon Národního muzea

Panteon Národního muzea v Praze je centrálním prostorem muzea. Jsou v něm umístěny busty a sochy významných osobností české kultury a vědy. Původní program Panteonu sestavil architekt Národního muzea Josef Schulz a jednatel muzea Josef Emler.

## Popis Panteonu

### Dispozice
Panteon je umístěn v prvním patře budovy Národního muzea, nad vstupním prostorem, ve velké věži NM. Shora je kryt kopulí, vytvářející tzv. lucernu, která přes prosklený strop osvětluje Panteon přirozeným světlem. Prostor kopule nad stropem Panteonu je v současné době (2024) veřejnosti přístupný a poskytuje kruhový výhled na centrální část Prahy.
Vlastní Panteon tvoří čtvercový prostor se čtyřmi pilíři a sloupy nesoucími galerie. Ty v úrovni druhého patra budovy obklopují Panteon ze čtyř stran. Strop i stěny jsou bohatě členěny a zdobeny zlacením štukovou i vyřezávanou výzdobou a obrazy. Výzdoba navazuje na výzdobu schodiště a ostatních prostor novorenesanční budovy Národního muzea. Význam tohoto místa zvýrazňuje i použitý materiál, např. červený žilkovaný mramor. V Panteonu jsou umístěny dva horkovzdušné krby, které sloužily k vytápění.

### Lunety a obrazová výzdoba
V klenbách nad galeriemi jsou umístěny čtyři lunety. Jedná se o olejové malby na plátně, které jsou následně nalepeny na stěny (marufráž), kromě obrazu s námětem J. A. Komenského, který je proveden jako nástěnná malba. Autory těchto lunet jsou František Ženíšek a Václav Brožík což jsou představitelé tzv. generace Národního divadla. Námětem těchto lunet jsou obrazy z českých dějin, Povolání Přemysla Oráče k vládě (Ženíšek), Svatý Metoděj dokončuje v Římě před svou smrtí r. 885 překlad Písma svatého do slovanského jazyka (Ženíšek),  Karel IV. zakládá r 1348 Pražskou univerzitu (Brožík) a Jan Amos Komenský předkládá r. 1657 městské radě v Amsterodamu svá didaktická díla (Brožík).
V pandantivech (sférických trojúhelnících kolem kopule) jsou umístěny obrazy Vojtěcha Hynaise (další člen generace Národního divadla), které představují alegorie vědy, moci a pokroku, umění a inspirace.  Na takzvaných zrcadlech na klenbách nad galeriemi jsou fiktivní průhledy na oblohu – obrazy poletujících andílků od Vojtěcha Hynaise.

## Sochařský program Panteonu
Celkem prošlo Panteonem 63 bust a soch v nadživotní velikosti. Původní program z let 1898 až 1902 byl měněn už v letech 1905–1912, kdy byly přidány busty Antonína Dvořáka, Svatopluka Čecha a Jaroslava Vrchlického a sochy Františka Ladislava Riegra a Jiřího Kristiána knížete Lobkovice. Následně po vzniku Československa byly v roce 1919 odstraněny mramorové busty císařského páru, původně umístěné na horkovzdušných krbech. V průběhu let 1924–1948 byly přidány busty Boženy Němcové, Josefa Václava Myslbeka, Pavola Országha Hviezdoslava, Miroslava Tyrše, Mikoláše Alše, Aloise Jiráska, Josefa Pekaře a Josefa Emlera a sochy Tomáše Garrigua Masaryka, Edvarda Beneše a Jana Husa (jedná se duplicitu, busta Jana Husa už byla v původním programu). V roce 1949 byla ještě přidána socha Jana Nerudy. V roce 1950 a 1951 byly odstraněny busty Božetěcha, Mistra Theodorika, Jana Husa, Tadeáše Hájka z Hájku, Bernarda Bolzana, Petra Parléře, Václava Vladivoje Tomka, Kiliána Ignáce Dientzenhofera, Josefa Emlera, Josefa Pekaře a sochy Jindřicha Clam–Martinice, Františka Ladislava Riegra, Tomáše Garrigua Masaryka, Edvarda Beneše a Jiřího Kristiána knížete Lobkovice. V letech 1964–1978 byly přidány busty Karla Havlíčka Borovského, Petra Bezruče, Stanislava Kostky Neumana, Julia Fučíka, Elišky Krásnohorské, Jaroslava Heyrovského a Zdeňka Nejedlého a socha Tomáše Garrigua Masaryka. V roce 1991 byly odstraněny busty Zdeňka Nejedlého a Julia Fučíka. V roce 1998 přibyla ještě busta Karla Čapka.
Před zdobenými vstupními dveřmi do Panteonu jsou busty Josefa Schulze, architekta a autora návrhu budovy Národního muzea a Josefa Hlávky, architekta, stavitele a mecenáše Národního muzea.
Rekonstrukce ukončená v roce 2018 vrátila sochařský program Panteonu do stavu v roce 1948. Další rozšiřování Panteonu není pravděpodobné, mimo jiné i z prostorových a kapacitních důvodů.

## Seznam osobností
Uvedení po rekonstrukci v roce 2018
| Osobnost                        | Profese                                                                           | Busta (socha)                      | Busta (socha)                                                          |
| Osobnost                        | Profese                                                                           | Autor                              | Rok instalace                                                          |
| ------------------------------- | --------------------------------------------------------------------------------- | ---------------------------------- | ---------------------------------------------------------------------- |
| Božetěch                        | opat sázavského kláštera, malíř, sochař a řezbář                                  | Čeněk Vosmík                       | instalace 1898–1902, odstraněna 1951                                   |
| Mistr Theodorik                 | malíř deskových obrazů vrcholné české gotiky, dvorní malíř Karla IV.              | Čeněk Vosmík                       | instalace 1898–1902, odstraněna 1951                                   |
| Ctibor Tovačovský z Cimburka    | moravský šlechtic                                                                 | Bohumil Vlček                      | instalace 1898–1902                                                    |
| Viktorin Kornel ze Všehrd       | český spisovatel, právník, univerzitní mistr                                      | František Stránský                 | instalace 1898–1902                                                    |
| Josef Dobrovský                 | český historik, spisovatel a lingvista, jeden z tvůrců moderní češtiny            | Emanuel Halman                     | instalace 1898–1902                                                    |
| Tadeáš Hájek z Hájku            | český astronom, matematik, alchymista, lékař Rudolfa II. a přítel Tychona Brahe   | František Rous                     | instalace 1898 – 1902, odstraněna 1951                                 |
| Daniel Adam z Veleslavína       | český nakladatel, spisovatel, bohemista, historik, humanista                      | Bohumil Vlček                      | instalace 1898 – 1902                                                  |
| Karel starší ze Žerotína        | moravský šlechtic a zemský hejtman                                                | Ladislav Šaloun                    | instalace 1898 – 1902                                                  |
| Karel Škréta                    | český barokní malíř                                                               | Bohumil Vlček                      | instalace 1898 – 1902                                                  |
| Bohuslav Balbín                 | český barokní literát, historik, pedagog a zeměpisec                              | František Stránský                 | instalace 1898 – 1902                                                  |
| Václav Vavřinec Reiner          | český barokní malíř                                                               | Bohumil Vlček                      | instalace 1898 – 1902                                                  |
| František Škroup                | český hudební skladatel a dirigent, autor české hymny                             | Antonín Popp                       | instalace 1898 – 1902                                                  |
| František Martin Pelcl          | český vlastenec, historik, spisovatel a pedagog                                   | Emanuel Halman                     | instalace 1898 – 1902                                                  |
| Václav Matěj Kramerius          | český spisovatel a nakladatel                                                     | František Stránský                 | instalace 1898 – 1902                                                  |
| Antonín Jaroslav Puchmajer      | český obrozenecký básník a spisovatel                                             | Bohumil Vlček                      | instalace 1898 – 1902                                                  |
| Bernard Bolzano                 | kněz, matematik a filozof                                                         | Bohumil Vlček                      | instalace 1898–1902, odstraněna 1951                                   |
| Josef Ressel                    | český technik a vynálezce                                                         | Antonín Popp                       | instalace 1898–1902                                                    |
| Jan Hus                         | český římskokatolický kněz, reformátor a kazatel                                  | Antonín Procházka                  | instalace 1898–1902, odstraněna 1951 z důvodu duplicity                |
| Jan Hus                         | český římskokatolický kněz, reformátor a kazatel                                  | Věra Ducháčková (nadživotní socha) | instalace 1939                                                         |
| Petr Parléř                     | česko-německý architekt, stavitel a sochař                                        | František Rous                     | instalace 1898–1902, odstraněna 1951                                   |
| Tomáš Štítný ze Štítného        | český šlechtic, spisovatel, reformátor a kazatel                                  | Antonín Procházka                  | instalace 1898–1902                                                    |
| Benedikt Rejt (Beneš z Loun)    | architekt a stavitel                                                              | František Rous                     | instalace 1898–1902                                                    |
| Václav Hollar                   | český barokní rytec a kreslíř                                                     | Emanuel Halman                     | instalace 1898–1902                                                    |
| Petr Brandl                     | český barokní malíř a portrétista                                                 | Emanuel Halman                     | instalace 1898–1902                                                    |
| Ferdinand Maxmilián Brokoff     | český barokní řezbář a sochař                                                     | Emanuel Halman                     | instalace 1898–1902                                                    |
| Václav Vladivoj Tomek           | český politik a historik                                                          | Bohumil Vlček                      | instalace 1898–1902, odstraněna 1950                                   |
| Josef Mánes                     | český malíř                                                                       | Ladislav Šaloun                    | instalace 1898–1902                                                    |
| Kilián Ignác Dientzenhofer      | barokní architekt a stavitel                                                      | Emanuel Halman                     | instalace 1898–1902, odstraněna 1951                                   |
| František Josef Gerstner        | matematik, fyzik a inženýr                                                        | Bohuslav Schnirch                  | instalace 1898–1902                                                    |
| Josef Jungmann                  | český básník a lingvista, jeden z tvůrců moderní češtiny                          | František Stránský                 | instalace 1898–1902                                                    |
| Jan Evangelista Purkyně         | český přírodovědec, básník a filozof                                              | František Stránský                 | instalace 1898–1902                                                    |
| Bedřich Smetana                 | český hudební skladatel a pedagog                                                 | Ladislav Šaloun                    | instalace 1898–1902                                                    |
| Ján Kollár                      | básník, historik a lingvista, český a slovenský obrozenec                         | Bohumil Vlček                      | instalace 1898–1902                                                    |
| Pavel Josef Šafařík             | spisovatel, etnograf, slavista a literární historik slovenského původu            | Emanuel Halman                     | instalace 1898–1902                                                    |
| František Ladislav Čelakovský   | český básník a překladatel                                                        | Emanuel Halman                     | instalace 1898–1902                                                    |
| Karel Jaromír Erben             | český historik, spisovatel a básník                                               | Bohumil Vlček                      | instalace 1898–1902                                                    |
| Jindřich Jaroslav Clam-Martinic | český šlechtic a politik                                                          | Milan Havlíček (socha)             | instalace 1898–1902, odstraněna 1951                                   |
| Kašpar Šternberk                | český šlechtic, přírodovědec a jeden ze zakladatelů Národního muzea               | Josef Kvasnička (socha)            | instalace 1898–1902                                                    |
| František Palacký               | český historik, spisovatel a politik, významně ovlivnil fungování Národního muzea | Antonín Popp (sochy)               | instalace 1898–1902                                                    |
| Jan Amos Komenský               | český barokní filozof, reformátor školství, pedagog a biskup Jednoty bratrské     | Antonín Popp (sochy)               | instalace 1898–1902                                                    |
| František Josef I.              | císař rakouský, donátor Národního muzea a Národního divadla                       | Antonín Pavel Wagner               | instalace 1898–1902, odstraněna 1919                                   |
| Alžběta Bavorská                | rakouská císařovna                                                                | Antonín Pavel Wagner               | instalace 1898–1902, odstraněna 1919                                   |
| Antonín Dvořák                  | český hudební skladatel, dirigent a hudební pedagog                               | Ladislav Šaloun                    | instalace 1905                                                         |
| Svatopluk Čech                  | český básník, prozaik novinář a cestovatel                                        | Ladislav Šaloun                    | instalace 1908                                                         |
| Jaroslav Vrchlický              | český básník, dramatik, prozaik a překladatel                                     | Ladislav Šaloun                    | instalace 1912                                                         |
| František Ladislav Rieger       | český právník, publicista a politik                                               | Josef Václav Myslbek (socha)       | instalace 1898–1902, odstraněna 1951 (patří do sbírek Národní galerie) |
| Jiří Kristián kníže Lobkovic    | český šlechtic, právník a politik                                                 | Josef Václav Myslbek (socha)       | instalace 1905, odstraněna 1951 (patří do sbírek Národní galerie)      |
| Božena Němcová                  | česká spisovatelka                                                                | Jan Štursa                         | instalace 1924                                                         |
| Josef Václav Myslbek            | český sochař                                                                      | podle autoportrétu                 | instalace 1924                                                         |
| Pavol Országh Hviezdoslav       | slovenský spisovatel, básník a překladatel                                        | Josef Šejnost                      | instalace 1930                                                         |
| Miroslav Tyrš                   | historik umění, estetik, pedagog, spoluzakladatel Sokola                          | Josef Mařatka                      | instalace 1933                                                         |
| Mikoláš Aleš                    | český malíř a grafik                                                              | Bohumil Kafka                      | instalace 1936                                                         |
| Alois Jirásek                   | český spisovatel a dramatik                                                       | Bohumil Kafka                      | instalace 1936                                                         |
| Josef Pekař                     | český historik, pedagog a publicista                                              | Josef Drahoňovský                  | instalace 1945, odstraněna 1951                                        |
| Jan Neruda                      | český básník, spisovatel a novinář                                                | Karel Dvořák (socha)               | instalace 1949                                                         |
| Tomáš Garrigue Masaryk          | filozof, sociolog, politik, pedagog, 1. Československý prezident                  | Otakar Španiel (socha)             | instalace 1932, odstraněna 1951, navrácena 1968                        |
| Edvard Beneš                    | sociolog, politik, prezident republiky                                            | Karel Dvořák (socha)               | instalace 1949, odstraněna 1951                                        |

Uvedení v minulosti

| Osobnost                 | Profese                                       | Busta                 | Busta                           |
| Osobnost                 | Profese                                       | Autor                 | Rok instalace                   |
| ------------------------ | --------------------------------------------- | --------------------- | ------------------------------- |
| Josef Emler              | historik, archivář, vydavatel a pedagog       | Jan Kavan             | instalace 1948, odstraněna 1950 |
| Petr Bezruč              | česká sochařka                                | Jaroslava Lukešová    | instalace 1964                  |
| Karel Havlíček Borovský  | český novinář, spisovatel, básník a politik   | Miroslav Pangrác      | instalace 1964                  |
| Karel Čapek              | český spisovatel, novinář, dramatik a básník  | Miroslav Pangrác      | instalace 1998                  |
| Jaroslav Heyrovský       | český fyzikální chemik, nositel Nobelovy ceny | Jan Kodet             | instalace 1974                  |
| Eliška Krásnohorská      | česká spisovatelka, básnířka a překladatelka  | Karla Vobišová-Žáková | instalace 1968                  |
| Stanislav Kostka Neumann | český básník, publicista a spisovatel         | Miloš Zet             | instalace 1964                  |
| Julius Fučík             | český novinář a kritik                        | František Staněk      | instalace 1964, odstraněna 1991 |
| Zdeněk Nejedlý           | český hudební vědec, historik, politik        | Jan Lauda             | instalace 1978, odstraněna 1991 |

## Galerie

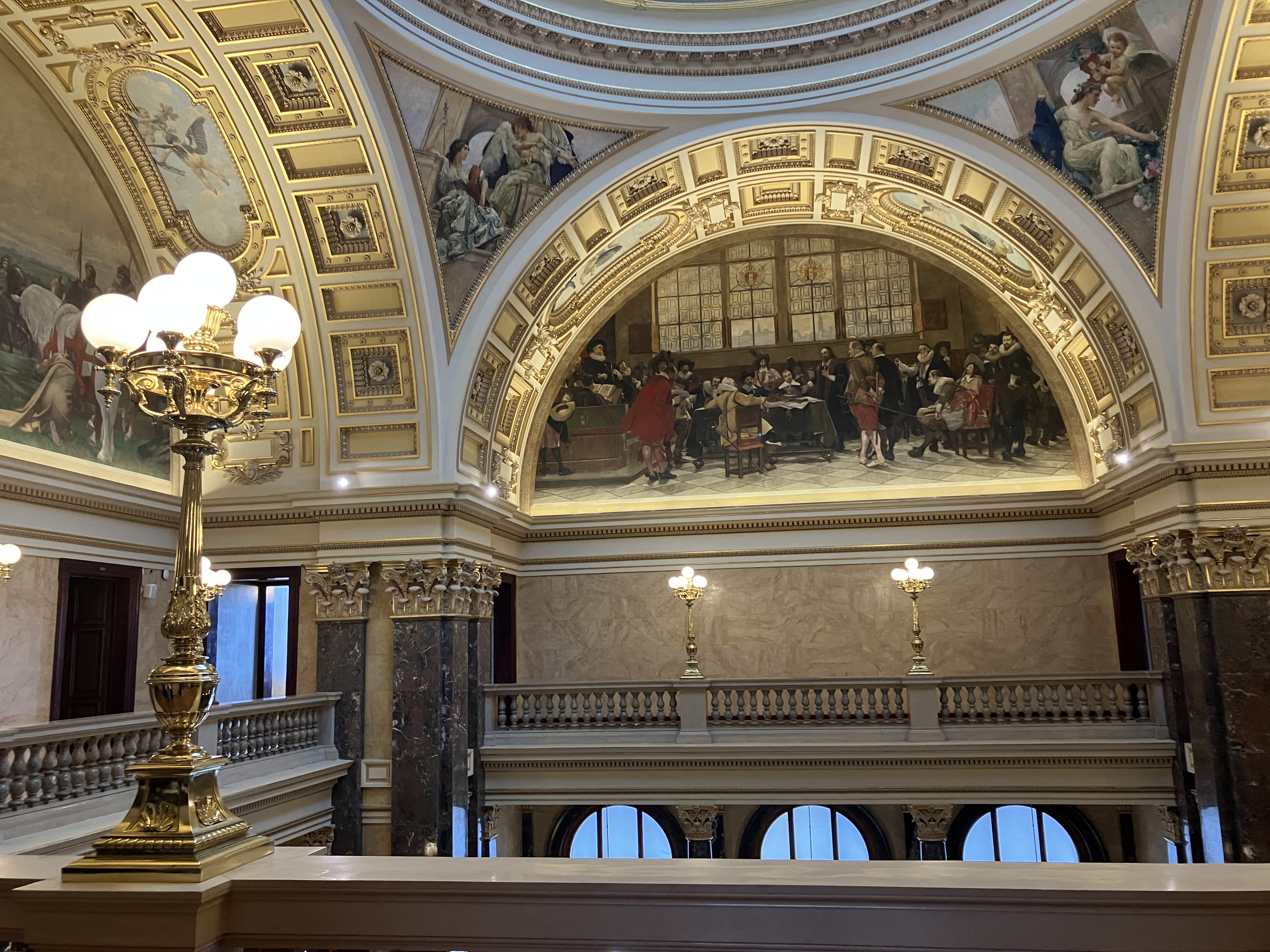
Jedna z lunet: Jan Amos Komenský předkládá r. 1657 městské radě v Amsterodamu svá didaktická díla
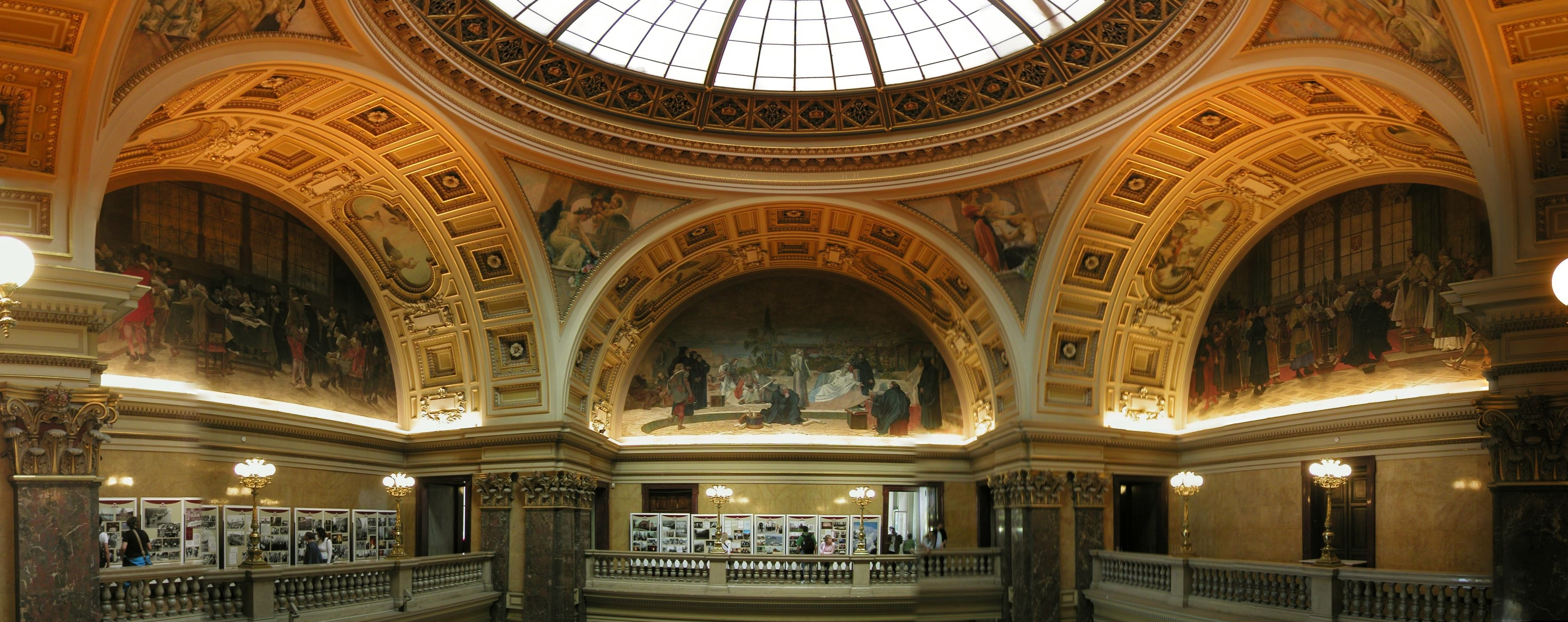
Tatáž luneta (vlevo) a dvě další
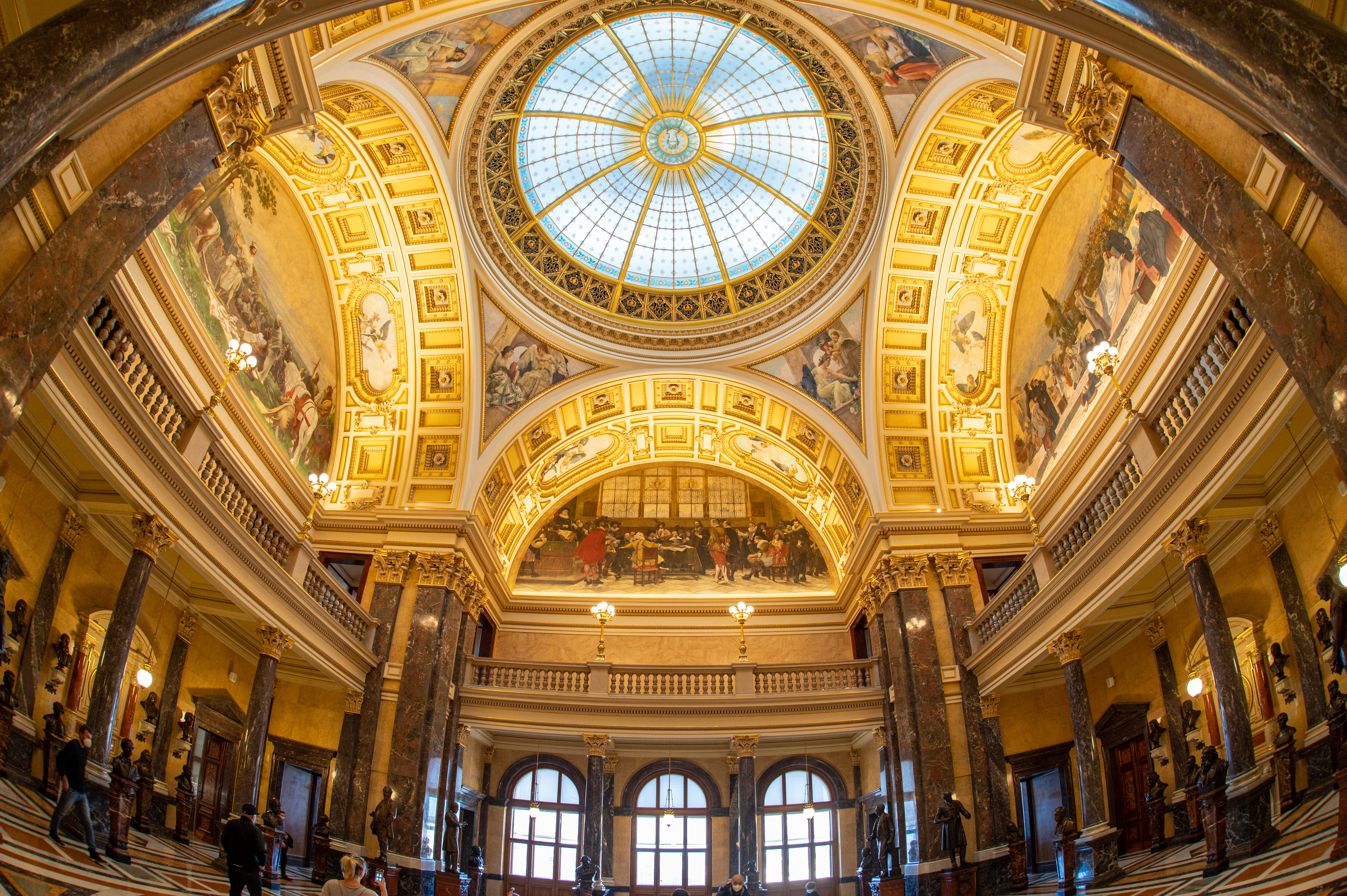
Pohled do kupole
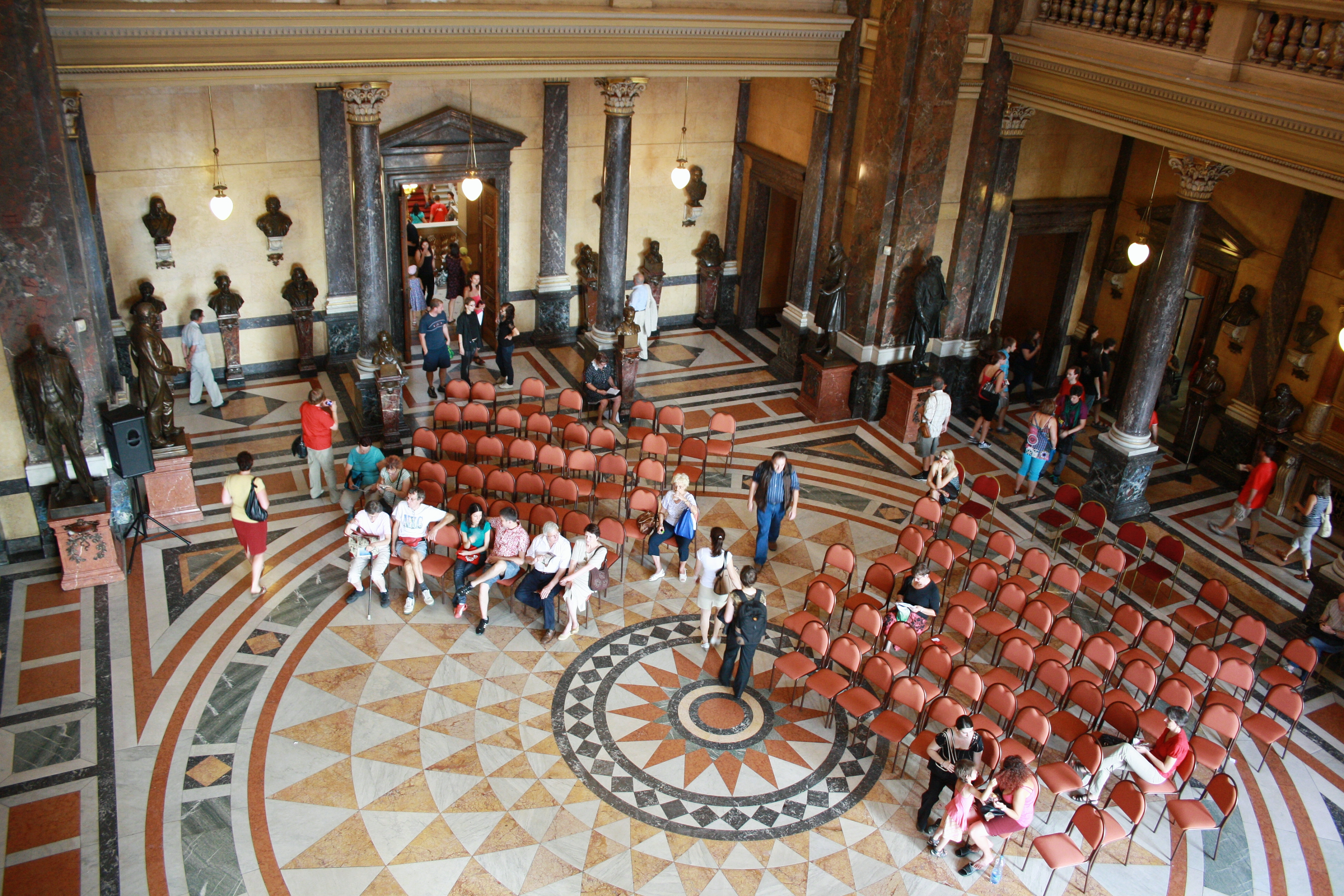
Pohled do Panteonu
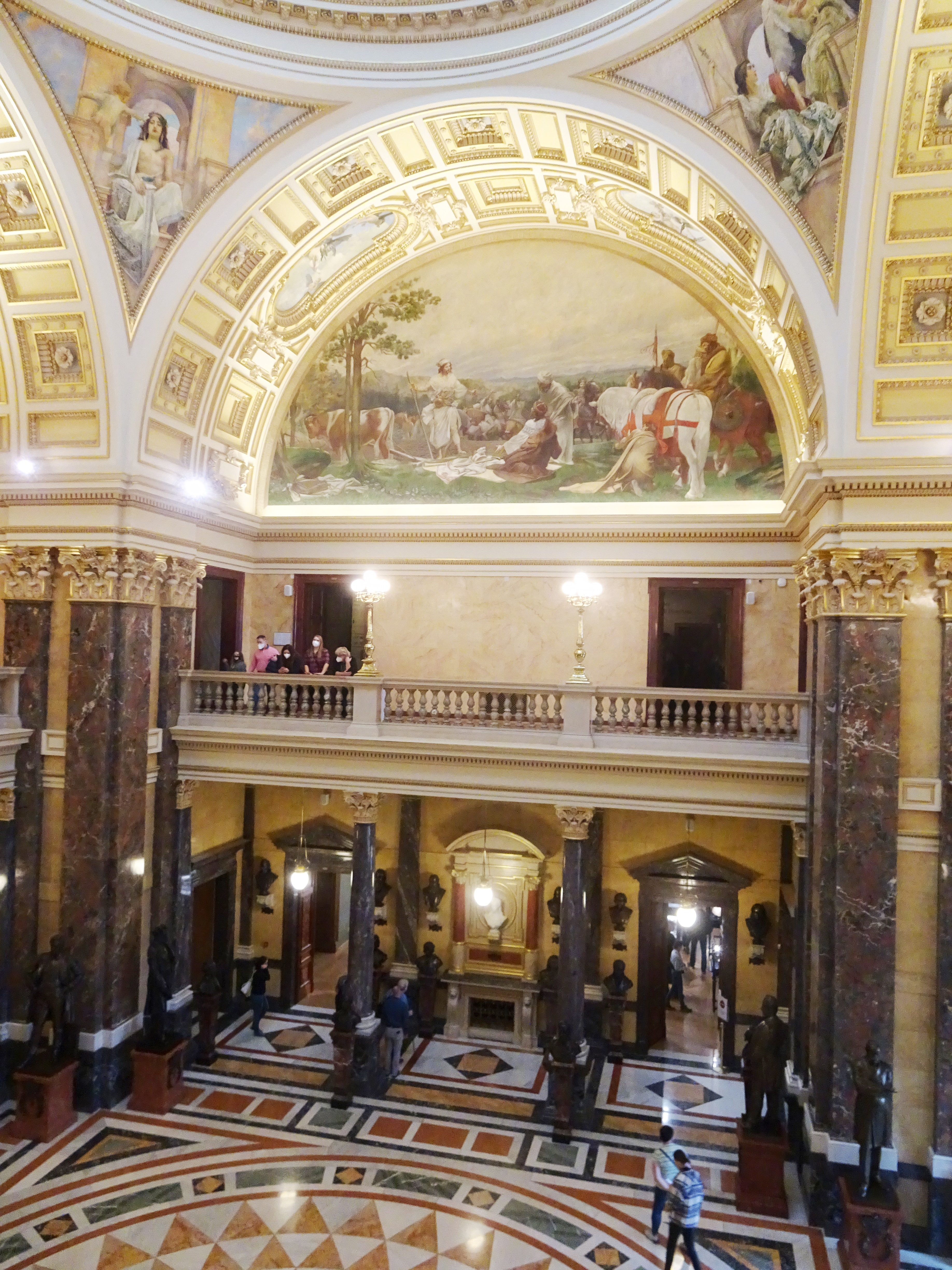
Pohled do Panteonu, nahoře luneta Povolání Přemysla Oráče k vládě